# Борис Александрович (князь микулинский)
Это статья о микулинском князе, в Википедии есть статья о тверском князе Борисе Александровиче
Борис Александрович (около 1412—10.02.1461) — пятый удельный князь Микулинского княжества (1455—1461), входившего в состав Тверского княжества.
Представитель князей Микулинских, младшей линии правящей в Твери ветви Рюриковичей. Старший из двоих сыновей микулинского князя Александра Фёдоровича и ярославской княжны Марии Ивановны.
В 1447 году построил на правом берегу реки Шоша церковь Бориса и Глеба.
Имел единственного сына и наследника Андрея.